# アラスカ・マリーン・ハイウェイ

アラスカ・マリーン・ハイウェイの地図

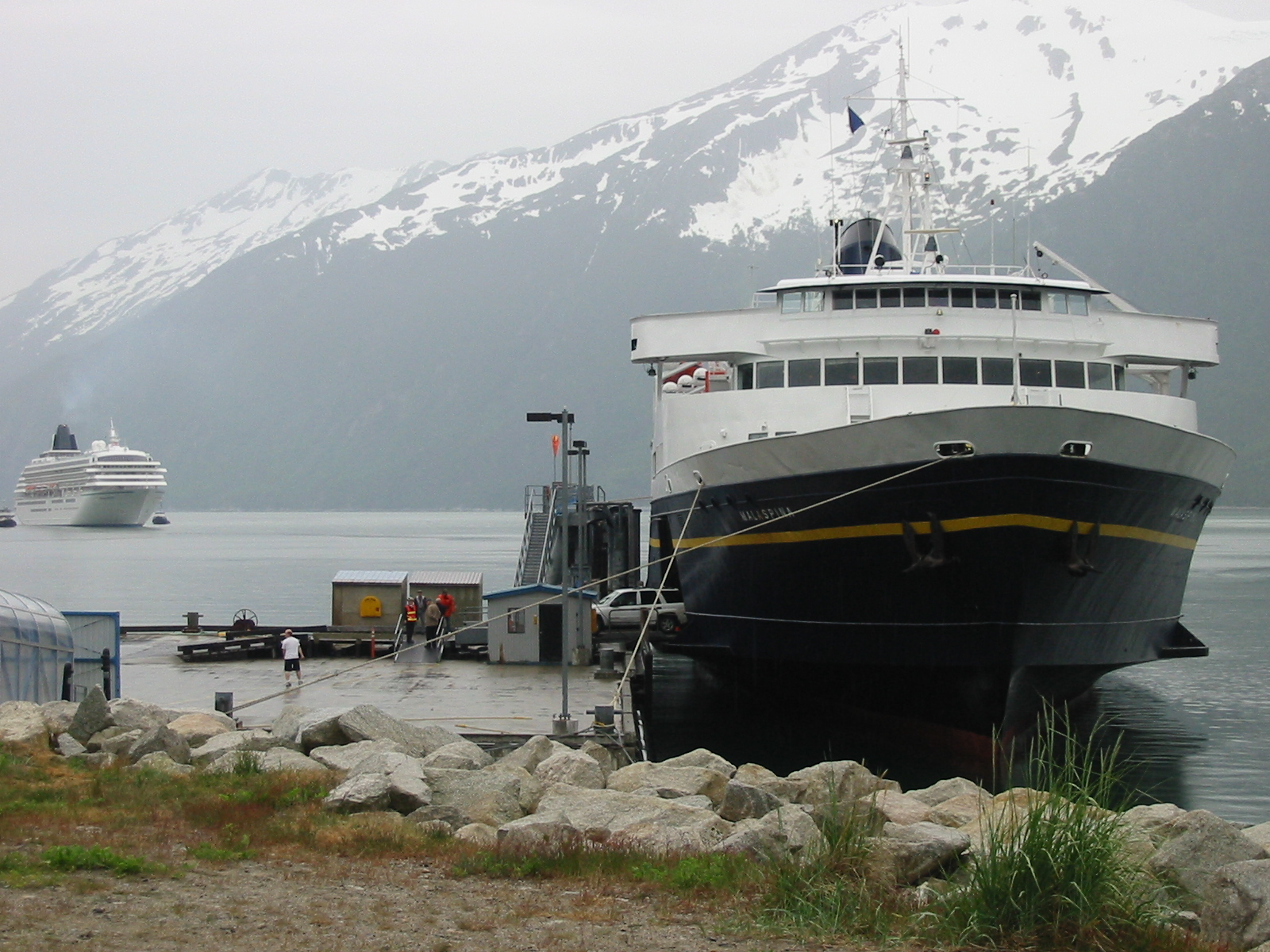
アラスカ・マリーン・ハイウェイのマラスピナ号（スカグウェイ港で）

アラスカ・マリーン・ハイウェイ（英語: Alaska Marine Highway、略称AMH）またはアラスカ・マリーン・ハイウェイ・システム（Alaska Marine Highway System、略称AMHS）は、アメリカ合衆国アラスカ州が運営するフェリーのサービス。アラスカ州ケチカンに本部がある。
アラスカ・マリーン・ハイウェイ・システムは、アラスカ州中南部沿岸、アリューシャン列島東部、アラスカ州とカナダのブリティッシュ・コロンビア州の海岸に沿ったインサイド・パッセージで運航されている。フェリーは、南東アラスカの道路が通っていない地域社会にサービスを提供しており、船舶は人、貨物、車両を輸送することができる。AMHSの航路は5,600km（3,500マイル）に及び、アラスカ州、ブリティッシュ・コロンビア州、ワシントン州の各地に合計32のターミナルがあり、南はベリンハムまで、西はウナラスカまでカバーしている。米国ナショナル・ハイウェイ・システムの一部であり、連邦高速道路の資金援助を受けている。また、アラスカと米国本土を結ぶ唯一の車両輸送手段であり、国際的な税関や入国審査を必要としない。
アラスカ・マリーン・ハイウェイ・システムは、レジャーや娯楽ではなく、乗客の輸送を主目的とした定期便を運航する船会社としては、米国でも珍しい例である。航海は何日も続くが、一般的なクルーズ会社の豪華さとは対照的に、キャビンは別料金で、ほとんどの食事はカフェテリア方式で提供される。

## 参照項目
- アラスカ州の海上交通
- 沿岸内水路